# Бумбата (Васлуј)
Бумбата (рум. Bumbăta) насеље је у Румунији у округу Васлуј у општини Ветришоаја. Oпштина се налази на надморској висини од 18 m.

## Становништво
Према подацима из 2002. године у насељу је живело 215 становника, од којих су сви румунске националности.